# Horst Falk

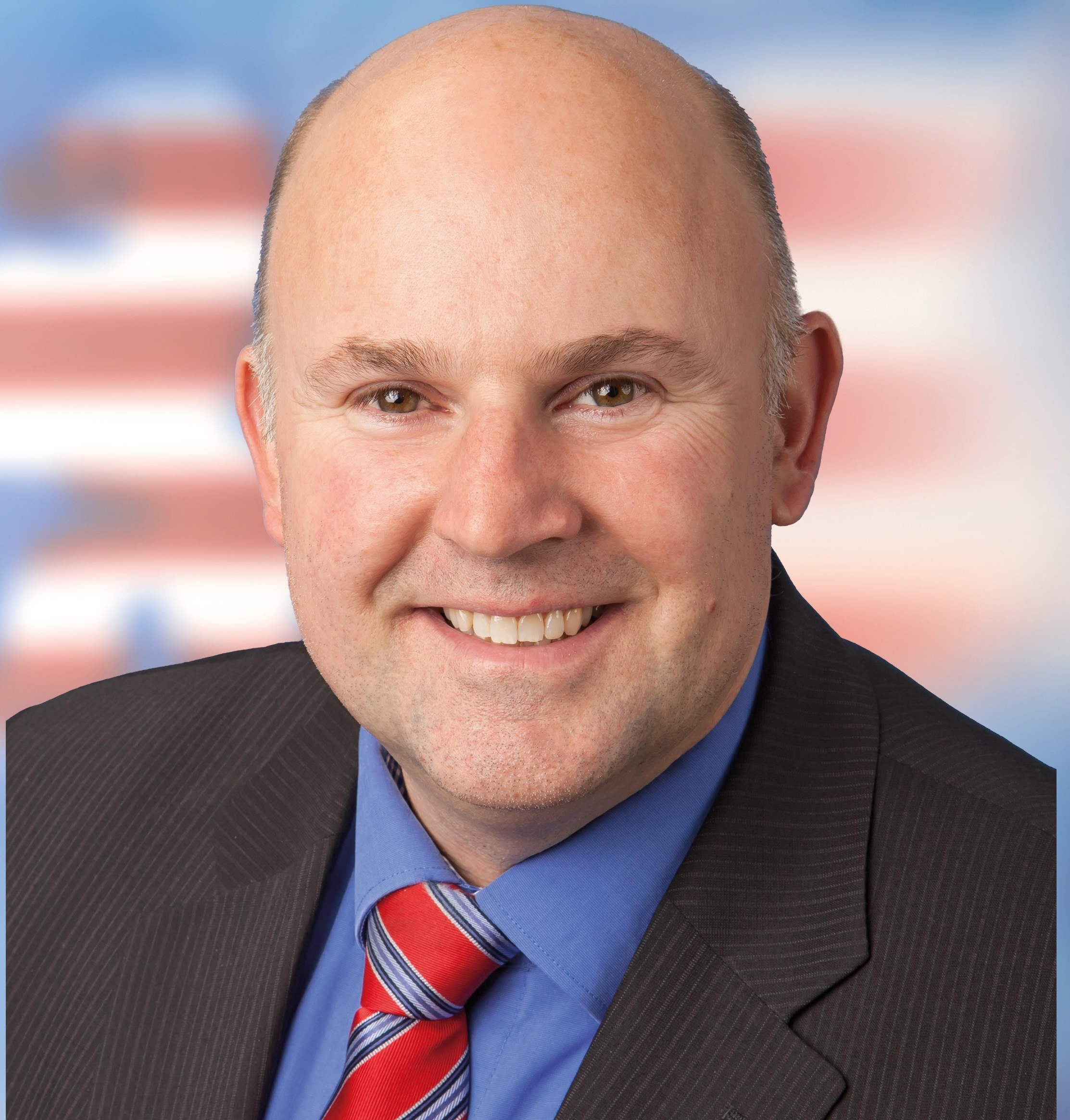
Horst Falk (2020)

Horst Falk  (* 15. Mai 1970 in Wildeshausen) ist ein deutscher Politiker (CDU) und Gymnasiallehrer. Er war von 2020 bis 2024 Abgeordneter im Hessischen Landtag.

## Leben
Bereits ein Jahr nach Falks Geburt im Oldenburger Land zog seine Familie, sein Vater war angehender Verwaltungsinspektor, nach Marburg zurück. Nach einer Zwischenstation in Wetter (Hessen) kam die Familie nach Holzhausen am Hünstein im Hessischen Hinterland. Falk absolvierte 1989 an der Lahntalschule in Biedenkopf sein Abitur und begann nach dem Grundwehrdienst auf dem Zerstörer Hamburg bis 1990 ein Physik-Studium an der Philipps-Universität Marburg, das er 1998 mit dem Diplom abschloss. 2002 wurde er an der Philipps-Universität als Dr. rer. nat. promoviert. Im Anschluss arbeitete Falk von 2002 bis 2007 als Projektmanager beim Industrieunternehmen Ruwel GmbH.
Von 2007 bis 2009 absolvierte er als Quereinsteiger das Referendariat am Gymnasium Philippinum in Marburg und legte 2009 die Zweite Staatsprüfung ab. Er wurde anschließend an derselben Schule übernommen und war dort fortan als Lehrer für Mathematik und Physik tätig, zunächst als Studienrat, ab 2018 dann als Oberstudienrat. Daneben arbeitete er ab 2016 bis zu seinem Einzug in den hessischen Landtag für das Staatliche Schulamt Marburg-Biedenkopf als Fachberater für Medienbildung.
Falk lebt in weiterhin in Holzhausen mit seiner langjährigen Lebensgefährtin und zwei Kindern und ist Zugführer der Einsatzabteilung der dortigen Freiwilligen Feuerwehr. Er ist evangelischer Konfession.

## Politik
Zusammen mit Thomas Schäfer, Weggefährte und späterer hessischer Finanzminister, und Michael Cyriax, heute Landrat des Main-Taunus-Kreises, die er an der Lahntalschule kennenlernte, belebte Falk 1986 die Junge Union in Dautphetal wieder. Im Alter von 18 Jahren trat Falk 1988 schließlich der CDU bei. Seit 1993 gehört er der Gemeindevertretung in Dautphetal an, davon seit 2007 als Fraktionsvorsitzender. Dazu ist er stellvertretender Vorsitzender des CDU-Gemeindeverbandes in Dautphetal.
Seit 2016 ist er zudem Mitglied des Kreistages im Landkreis Marburg-Biedenkopf und dort stellvertretender Vorsitzender der CDU-Fraktion.
2020 wurde er stellvertretender Kreisvorsitzender der CDU im Kreis Marburg-Biedenkopf. Zudem ist er seit 2014 Kreisvorsitzender der Arbeitsgemeinschaft Christlich Demokratischer Lehrerinnen und Lehrer in Hessen (ACDL) und Beisitzer m Landesvorstand.
Bei der Landtagswahl in Hessen 2018 kandidierte er als Stellvertreter seines Weggefährten Thomas Schäfer im Wahlkreis Marburg-Biedenkopf I. Nach dessen Suizid am 28. März 2020, zu Beginn der Corona-Pandemie, rückte Falk in den Hessischen Landtag nach. Dort war er Mitglied im Kulturpolitischen Ausschuss, im Ausschuss für Wissenschaft und Kunst sowie im Europaausschuss. Im November 2021 wurde er als Nachfolger von Armin Schwarz zum bildungspolitischen Sprecher der CDU-Landtagsfraktion gewählt.
Im August 2022 kündigte Falk an, sich mit der Landtagswahl 2023 aus der hessischen Landespolitik zurückziehen und in den Schuldienst an das Philippinum nach Marburg zurückkehren zu wollen. Er begründete diese Entscheidung mit seiner Vorliebe für die Arbeit als Lehrer. Allen anderen politischen Aufgaben möchte er weiter nachkommen.
Somit schied er mit der konstituierenden Sitzung des 21. Hessischen Landtags am 18. Januar 2024 aus dem Landtag aus. Seine Nachfolgerin als Wahlkreisabgeordneter wurde Marie-Sophie Künkel (CDU).